# Kluane Lake
Der Kluane Lake (engl. Aussprache: ‚Kloo-wah-nee‘) ist mit 408,21 km² der größte See, der ganz im Territorium Yukon liegt. Der See liegt in den Stammesgebieten der White River First Nation und der Kluane First Nation.

## Lage
Der auf einer Höhe von 781 m gelegene Kluane Lake ist etwa 70 km lang und bis zu 6 km breit. Er ist bis zu 91 m tief und weist eine mittlere Wassertiefe von 31 m auf. Orte am See sind Destruction Bay, Burwash Landing und Kluane. Das Schmelzwasser des Kaskawulsh-Gletschers fließt u. a. über den Slims River (A'ay Chu River) in den See. Der Abfluss des Sees ist der Kluane River, der über den Donjek River, den White River und den Yukon River das Beringmeer erreicht. Der Alaska Highway folgt dem Südufer des Sees, der auch durch seine Moräne und die Amerikanische Seesaiblinge bekannt ist. Am See befindet sich der Kluane-Nationalpark. Der heutige Name ist eine englische Adaption der Bezeichnung der dort ansässigen Southern Tutchone als Łù’àn Män („großer Fisch-See“) und ihrer Handelspartner, der an der Nordwestküste ansässigen Küsten-Tlingit, die das Gebiet rund um den See als ùxh-àni („Gebiet der Heringsmaräne (Lake Whitefish)“) bezeichneten. Die heutige Kluane First Nation nennt sich daher traditionell auch Lù’àn Män Ku Dän oder Lù’àn Mun Ku Dän („Kluane Lake Volk“). Nahe der Mündung des Congdon Creek befindet sich der staatlicher Campingplatz „Congdon Creek Campground“. Es gibt noch weitere private Campingplätze entlang dem Seeufer. An mehreren Stellen gibt es Bootsrampen, jedoch nicht alle sind in einem nutzbaren Zustand.

## Einzelnachweise

Panoramaaufnahme des Kluane Lake

## Seefauna
Bei Untersuchungen im Jahr 2013 wurden im See gesunde Fischpopulationen des Amerikanischen Seesaiblings sowie der Heringsmaräne festgestellt.

## Jüngere erdgeschichtliche Vergangenheit
Noch vor 300 bis 400 Jahren floss der damalige Slims River im Tal des heutigen A'ay Chu River in die entgegengesetzte Richtung und entleerte den Kluane Lake auf 225 km Länge in den Pazifik. Nachdem der Kaskawulsh-Gletscher sich immer weiter ausdehnte und schließlich das Tal blockierte, stieg der Wasserspiegel im See über 10 Meter an, bis er einen neuen Abfluss (Kluane River) im Nordwesten fand und den See nun über Donjek River und White River mit dem Yukon River verbindet. Das Wasser des Kluane Lake fließt seitdem eine zehnmal längere Strecke um zum Meer zu gelangen.
Mittlerweile hat sich das Bett des neuen Abflusses so tief ausgespült, dass der Wasserspiegel des Sees wieder auf alter Höhe ist. An den Berghängen kann man in der entsprechenden Höhe noch Spuren des alten Wasserstandes erkennen. Der Alaska Highway überquert das riesige ehemalige Bett des Slims River, das vom A'ay Chu River in entgegengesetzter Richtung genutzt wurde. Der Gletscher selbst hat sich über die Jahre zurückgebildet und das Tal größtenteils wieder freigegeben, der Wasserfluss blieb zunächst unverändert. 2016 schmolz der Gletscher so stark ab, dass der Flusslauf in Richtung Norden (zum See) vollständig trocken fiel, das Schmelzwasser des Gletschers fließt nun wieder ausschließlich über den Kaskawulsh River und Alsek River in den Golf von Alaska, während der Kluane Lake über den neu geschaffenen Abfluss den Yukon River speist.